# پروتکل ناگویا
پروتکل الحاقی به کنوانسیون تنوع زیستی در خصوص دسترسی به منابع ژنتیک و تقسیم عادلانه و منصفانه منافع ناشی از بهره‌برداری آنها، به اختصار پروتکل ناگویا یک توافقنامه بین‌الملی است که در اکتبر سال ۲۰۱۰ میلادی و در جریان برگزاری دهمین نشست کنفرانس طرف‌های متعاهد کنوانسیون تنوع زیستی در شهر ناگویای ژاپن تصویب و به کنوانسیون تنوع زیستی الحاق گردید. اهداف این پروتکل، تقسیم عادلانه و منصفانهٔ منافع ناشی از بهره‌برداری از منابع ژنتیک، شامل دسترسی مقتضی به منابع ژنتیک و انتقال فناوریهای مربوطه به نحو ممکن، با در نظر داشتن حقوق حاکم بر منابع و فناوری‌های مذکور و از طرق تأمین مالی مناسب، که به موجب آن حفظ تنوع زیستی و استفادهٔ پایدار از عناصر آن می‌باشد.